# Christine Dranzoa
Christine Dranzoa (* 1. Januar 1967 in Adua, Distrikt Moyo; † 28. Juni 2022 in Kampala) war eine ugandische Professorin, Biologin, Ökologin, Teil der akademischen Verwaltung und bekannte Gemeinschaftsführerin. Sie war Vizekanzlerin der Muni University, einer der sechs staatlichen Universitäten in Uganda.

## Hintergrund
Dranzoa wurde 1967 im damaligen Distrikt Moyo geboren, dem heutigen Distrikt Adjumani. Sie gehört der Volksgruppe der Madi an.

## Bildung
Christine Dranzoa erwarb im Jahr 1987 den Bachelor of Science und 1991 den Master of Science in Zoologie an der Makerere-Universität. 1997 wurde sie wiederum hier in Biologie promoviert. Dazu hat sie Zusatzqualifikationen in den Bereichen Management, Naturschutzbiologie und Projektplanung von ugandischen und internationalen Institutionen.

## Karriere
1992 wurde Christine Dranzoa Teil des Lehrkörpers der Makerere-Universität als Dozentin in der Fakultät für Veterinärmedizin. Von 1992 bis 1996 leitete sie die Sektion Wildlife in der Abteilung für Veterinär-Anatomie. Von 1997 bis 2005 leitete sie die Abteilung für Wildlife and Animal Resources Management an der Fakultät für Veterinärmedizin. Diese Abteilung hatte sie selbst mit Kollegen gegründet.
Im Jahr 2005 trat sie der Universitätsverwaltung von Makere als stellvertretende Leiterin der School of Postgraduate Studies. Diese Position füllte sie bis 2010 aus. 2010 wurde sie als Leitung einer dreiköpfigen Arbeitsgruppe berufen, die die Gründung der Muni Universität, der sechsten öffentlichen Universität Ugandas vorbereiten sollte. Mit dem Beginn des Betriebs an dieser neuen Universität im Januar 2012 wurde sie als Mitgründerin Vizekanzlerin.

## Andere Tätigkeiten
Dranzoa war ehrenamtliche Schriftführerin des Forum for African Women Educationalists (FAWE), einer 1992 gegründeten panafrikanischen Nichtregierungsorganisation (NGO).
Im Jahr 2006 begründete sie die gemeinnützige NGO Nile Women Initiative mit. Diese thematisiert zulasten von Frauen fehlende Geschlechtergerechtigkeit in der West Nile sub-region von Uganda. Sie ist Vorsitzende der NGO.
Dranzoa hat viele Veröffentlichungen in wissenschaftlichen Zeitschriften vorzuweisen und hat Kapitel zu wissenschaftlichen Büchern entsprechend ihrer Fachrichtung beigetragen. Eine Liste kann in ihrem Lebenslauf eingesehen werden.